# Tewabech Ali
Tewabech Ali, née en 1831, morte le 19 août 1858, impératrice consort d’Éthiopie, est la première épouse de Kassa Haile, davantage connu sous son nom d'empereur Téwodros II.

## Biographie
Née en 1831, Tewabech Ali est une princesse du Yedjou, fille d’Ali Aloula, et petite-fille de Menen Liben Amadé. Menen Liben Amadé la marie en 1848 à Kassa Hailou, constatant les qualités militaires et l’ascension de ce dernier au sein du royaume chrétien d’Ethiopie, alors morcelé.
Bien qu'elle ait été offerte en mariage à Kassa Hailou, à 17 ans, pour des raisons politiques, celui-ci l’aime et se montre fidèle à elle jusqu'à sa mort. Ils officialisent leur mariage en communiant ensemble au moment où il est proclamé empereur le 11 février 1855, devenant Téwodros II. Kassa Hailou s’emploie à réunifier la partie nord de l’ancien royaume chrétien, qui s’était progressivement réduit au royaume de Congar, par plusieurs campagnes militaires, puis à recentraliser le pays avec une armée unique et modernisée. C’est l’histoire moderne de l’Ethiopie qui commence. Puis  il lance deux campagnes militaires vers la partie centrale de l’actuelle Ethiopie, la première vers le Wello et la seconde vers le Shewa. Tewabech Ali s’érige en sa conseillère.
Certains historiens, comme Paul B. Henze (en), pensent que Tewabech Alia eu un effet positif et modérateur sur Tewodros, et que son comportement violent et erratique au cours des dix dernières années de son règne, après sa mort, était dû en partie à son absence,.
Elle meurt à Wollo en 1858. Sa sépulture est à Gishe, à la frontière du Shewa et du Wello. Ils n'ont pas eu d'enfants.